# Killer Karaoke
Killer Karaoke es un programa de televisión estadounidense, transmitido por truTV. El espacio, que debutó el 23 de noviembre de 2012, consiste en que concursantes tratan de cantar una canción en frente del público, mientras se realizan varios intentos por interrumpir sus presentaciones. Está basado en el programa británico Sing If You Can. En su primera temporada fue presentado por la estrella de Jackass Steve-O junto al vocalista de Twisted Sister Dee Snider como el anunciante. Steve-O fue reemplazado en la segunda temporada por Mark McGrath.

## Versiones internacionales
| País        | Nombre local                 | Presentador(es)                         | Canal              | Año(s)                  |
| ----------- | ---------------------------- | --------------------------------------- | ------------------ | ----------------------- |
| Reino Unido | Sing If You Can              | Keith Lemon, Stacey Solomon             | ITV                | 2011                    |
| Brasil      | Cante se puder               | Patrcia Abravanel y Marcio Ballas       | SBT                | 2011 (piloto) 2012-2013 |
| India       | Y this Kolaveri              | Rj Balaji                               | Zee                |                         |
| Lituania    | Dainuok, jei gali            | Algis Ramanauskas y Rimantè Kulvinskytè | LNK                | 2011                    |
| Perú        | Canta si puedes              | Raúl Romero                             | América Televisión | 2011                    |
| Ecuador     | Canta si puedes              | Fabrizio Ferreti y Érika Vélez          | Ecuavisa           | 2012                    |
| Chile       | Killer Karaoke               | Cristian Sánchez                        | Chilevisión        | 2013                    |
| Portugal    | Cante se purder              | Andreia Rodrigues y César Mourão        | SIC                | 2013                    |
| Rusia       | Kapaoκe Κиллер               | Maxim Golopolosov                       | I-O                | 2013                    |
| Filipinas   | Killer Karaoke: Pinoy Naman! | Michael V.                              | TV5                | 2013                    |
| México      | Karaoke canta y no te rajes  | Carlos Trillo                           | Canal 5            | 2013-2015               |
| España      | Killer Karaoke               | Patricia Conde y Florentino Fernández   | Cuatro             | 2014                    |
| Argentina   | Canta si puedes              | José María Listorti                     | El Trece           | 2016                    |